# Bernat Picornell
Bernat Picornell i Richier (Marsella, 1883 - Barcelona, 1970) fue un nadador y dirigente deportivo introductor de la natación en Cataluña.

## Biografía
Hijo de un capitán mallorquín cuya familia vivía en Marsella; Bernat Picornell nació en Marsella en 1883. De joven había participado en campeonatos de natación en su ciudad natal. Se trasladó a Barcelona en 1905, donde continuó con su interés por el mundo del deporte, relacionándose con Manuel Solé, propietario del Gimnasio Solé, y fundó el Club Natació Barcelona en 1907, primer club de natación en Cataluña y España, estableciéndose primero en los Baños Orientales de la Barceloneta y después en los Baños de Sant Sebastià.
Escribió las primeras crónicas de la natación de toda España en las columnas del Mundo Deportivo. Era una persona bien relacionada con las grandes personalidades mundiales de la natación y del deporte en general como el Barón de Coubertain -creador de los Juegos Olímpicos modernos- de quien era amigo personal y con el que compartía sus ideas sobre el deporte amateur.
Fue muchos años presidente del Club Natació Barcelona, así como de la Federación Española de Natación y del Bureau de la Federation Internationale de Natation Amateur.
Fue un dirigente deportivo muy activo, organizó la primera Copa Nadal de natación en el puerto de Barcelona, así como los primeros partidos de waterpolo en Cataluña. Murió en Barcelona en 1970 poco después de haber finalizado los Campeonatos de Europa de Natación que consiguió para la ciudad.
En 1993 entró a formar parte de la lista de honor del International Swimming Hall of Fame.
En su honor, lleva su nombre la principal instalación náutica de la ciudad, las Piscinas Bernat Picornell, que ha albergado numerosos campeonatos nacionales e internacionales, entre los que se cuentan los Campeonatos de Europa de Natación de 1970, los Juegos Olímpicos de Barcelona 1992, los Campeonatos del Mundo de natación de 2003 y los Campeonatos del Mundo de Natación de 2013.